# Babaröarna
Babaröarna (indonesiska Pulau-pulau Babar eller Kepulauan Babar, tidigare Babar Eilanden) är en ögrupp i Malukuprovinsen i Indonesien i västra Stilla havet.

## Geografi
Babaröarna är en del i Moluckerna och ligger cirka 2 000 km nordöst om Djakarta i Bandasjön cirka 500 km söder om huvudön Ambon och cirka 500 km norr om Australien. De geografiska koordinaterna är 7°55′ S och 129°45′ Ö.
Ögruppen har en area om cirka 813 km². Den omfattar 6 större öar och öarna täcks till stora delar av tropisk regnskog. Huvudön är av vulkaniskt ursprung medan kringliggande är korallöar.
De större öarna är
- Babar, huvudön, cirka 32 km i diameter
- Dai
- Dawelor
- Dawera
- Masela
- Wetan

Babaröarna har cirka 5 000 invånare uppdelade i två distrikt Babar North och Babar Southeast och spridda på ett fåtal byar längst kusterna. Den högsta höjden är på cirka 740 m ö.h.
Förvaltningsmässigt ingår ögruppen i "kabupaten" (distrikt) Maluku Tenggara Barat.

## Historia
Babaröarna beboddes troligen av melanesier redan cirka 1500 f Kr. Kring 1623 övertogs området av Vereenigde Oostindische Compagnie (Holländska Ostindiska Kompaniet).
Nederländerna behöll kontrollen över ögruppen, förutom en kort tid under andra världskriget då området ockuperades av Japan, fram till Indonesiens självständighet 1949.